# 和泉一弥
和泉 一弥（いずみ かずや、3月10日ｰ）は、日本の作曲家、編曲家、音楽プロデューサー、キーボーディスト、ギタリスト。株式会社ハイキックエンタテインメント所属。

## 概要
中学時代にギターを手にして高校時代にサポートギタリストとして活動を開始。大学に進学するが後に中退。その後デモテープ制作に勤しみ、1983年発売『オルフェウスの窓』のイメージアルバムに楽曲「追憶」を提供。その後、現在の作曲家・編曲家として活動。
上記のほか、二人組ギター器楽曲ユニット「チチクリギターズ」としても活動。

## 主な楽曲提供
我妻佳代
- ひとさし指のワイパー（作曲）

因幡晃
- 夕映えを待ちながら（作曲・編曲）

AKB48関連
- AKB48
  - バラの果実（作曲）
  - 2人はデキテル（小嶋陽菜&北川謙二）（作曲）
  - ひと夏の反抗期（作曲）
- HKT48
  - 最高かよ（作曲）
- NGT48
  - 友達でいましょう（共作曲）

影山ヒロノブ
- スターダスト ボーイズ（編曲）
- 夢光年（編曲）

河合その子
- 夢から醒めた天使（作曲）

工藤夕貴
- し・あ・わ・せ カーニバル（編曲）
- 愛になりたい（編曲）

ZARD
- 好きなように踊りたいの（作曲）

ジャニーズ関連
- シブがき隊
  - 反逆のアジテイション（作曲）
- 光GENJI SUPER5
  - Bye-Bye（作曲）
- V6
  - Toughness（作曲・編曲）
- J.J.Express
  - 感じるままにYou&I（作曲）
- 中村繁之
  - マジカル・シンデレラ（作曲）

SILK
- ドリーム・シフト（作曲・編曲）

TUBE
- SUMMER CITY（編曲）

時任三郎
- CARRY ON（編曲）

中森明菜
- LIAR（作曲）
- Dear Friend（作曲・編曲）
- CARIBBEAN（作曲・編曲）

MUG-MO
- 扉を開けたら（作曲）
- 夢中の先へ（作曲）

## ディスコグラフィー
チチクリギターズ
- アルバム

1. チチクルーズ1 （2009年7月31日）
2. チチクルーズ#2 （2010年8月6日）
3. チチクルーズ#3 （2013年3月30日）

- シングル

1. フジヤマゴールド （2010年12月22日）
2. オオキナワ （2010年12月22日）
3. 心に花を （2011年3月24日）

Tagchichi
- アルバム
  - "Amazing Time"-夜明けのジブリ- （2015年5月30日）

## 出演

### 映画
- 冒険者カミカゼ -ADVENTURER KAMIKAZE- （1981年、東映） - マリオ水原 役